# Teilchen auf dem Ring
Das Teilchen auf dem Ring ist eines der verschiedenen Modellsysteme aus der Quantenmechanik, welches zur Quantisierung der Energie führt. Es ist dem Teilchen im Kasten sehr ähnlich und wird daher auch als „Teilchen im kreisförmigen Potentialkasten“ bezeichnet.
Im Unterschied zum Teilchen im Kasten bewegt sich das Teilchen auf dem Ring jedoch nicht linear, sondern kreisförmig potentialfrei um einen bestimmten Punkt. Deshalb ist es günstiger mit Polar- als mit Kartesischen Koordinaten zu rechnen: die Wellenfunktion des Teilchens hängt nicht vom Abstand {\displaystyle r} zum Mittelpunkt ab (weil es sich auf einem konstanten Radius {\displaystyle \rho } bewegt), sondern nur vom Polarwinkel {\displaystyle \phi }.

## Mathematische Betrachtung
Um die Wellenfunktionen und die Energien der Zustände des Teilchens auf dem Ring zu finden, ist es nötig die stationäre Schrödingergleichung im gegebenen Potential zu lösen. Dieses ist gegeben durch
{\displaystyle V(r,\phi )={\begin{cases}V_{0},&{\text{wenn }}r=\rho \\\infty ,&{\text{sonst}}\end{cases}}}
Der winkelabhängige Anteil des Hamilton-Operators in Polarkoordinaten lässt sich als
{\displaystyle {\hat {H}}=-{\frac {\hbar ^{2}}{2m\rho ^{2}}}{\frac {\mathrm {d} ^{2}}{\mathrm {d} \phi ^{2}}}+V_{0}}
schreiben, wodurch sich die zu lösende Schrödingergleichung ergibt:
{\displaystyle \psi ''(\phi )=-{\frac {2m\rho ^{2}}{\hbar ^{2}}}(E-V_{0})\psi (\phi )}
Es handelt sich also um eine gewöhnliche, lineare, homogene Differentialgleichung 2. Ordnung, für die der Lösungsansatz lautet:
{\displaystyle \psi _{M}(\phi )=\alpha \cdot e^{\mathrm {i} M\phi }}
Durch Einsetzen in die Schrödingergleichung erhält man
{\displaystyle M={\frac {\sqrt {2m(E-V_{0})}}{\hbar }}\rho }
Durch Umformen erhält man die Energien des Teilchens auf dem Ring:
{\displaystyle E_{M}={\frac {M^{2}\cdot \hbar ^{2}}{2m\rho ^{2}}}+V_{0}\quad M\in \mathbb {Z} }
Dass {\displaystyle M} ganzzahlig sein muss, ergibt sich aus der Randbedingung, dass die Wellenfunktion nach einer Umdrehung auf dem Ring wieder dieselbe sein muss:
{\displaystyle \psi (\phi )=\psi (\phi +2\pi )}
was zu folgender Bedingung führt:
{\displaystyle {\begin{alignedat}{2}\Rightarrow \;&\alpha \cdot e^{\mathrm {i} M\phi }&&=\alpha \cdot e^{\mathrm {i} M(\phi +2\pi )}\\\Leftrightarrow \;&e^{\mathrm {i} M\phi }&&=e^{\mathrm {i} M\phi }\cdot e^{2\pi \mathrm {i} M}\\\Leftrightarrow \;&e^{2\pi \mathrm {i} M}&&=1.\end{alignedat}}}
Dies ist nur erfüllt, wenn {\displaystyle M} eine ganze Zahl ist.
Um die Differentialgleichung (bis auf einen Phasenfaktor) eindeutig zu lösen (der Konvention nach wählt man {\displaystyle \alpha \in \mathbb {R} ^{+}}), muss die Wellenfunktion noch normiert werden. Dies geschieht, indem man ihr Betragsquadrat über den gesamten Raum, von {\displaystyle 0} bis {\displaystyle 2\pi }, integriert:
{\displaystyle {\begin{aligned}1&=\int _{0}^{2\pi }|\psi (\phi )|^{2}\cdot \mathrm {d} \phi \\\Leftrightarrow 1&=\int _{0}^{2\pi }\left|\alpha \cdot e^{\mathrm {i} M\phi }\right|^{2}\cdot \mathrm {d} \phi \\\Rightarrow 1&=\alpha ^{2}\cdot \int _{0}^{2\pi }\underbrace {e^{\mathrm {i} M\phi }e^{-\mathrm {i} M\phi }} _{=1}\mathrm {d} \phi \\\Leftrightarrow \alpha &={\frac {1}{\sqrt {2\pi }}}\end{aligned}}}
Somit lautet die Eigenfunktion des Hamiltonoperators für ein Teilchen auf dem Ring:
{\displaystyle \psi _{M}(r,\phi )={\begin{cases}{\frac {1}{\sqrt {2\pi }}}\cdot e^{\mathrm {i} M\phi }\quad M\in \mathbb {Z} ,&{\text{wenn }}r=\rho \\0,&{\text{sonst.}}\end{cases}}}
Da Linearkombinationen von Eigenfunktionen zu demselben Energieeigenwert {\displaystyle E_{M}} (d. h. hier: mit demselben Wert für {\displaystyle M^{2}}) ebenfalls Eigenfunktionen zu diesem Eigenwert sind, folgt (mit der Euler’schen Identität), dass man alternativ
{\displaystyle \psi _{M}^{(1)}(\phi ):={\frac {1}{\sqrt {\pi }}}\cdot \cos {(M\phi )}}
{\displaystyle \psi _{M}^{(2)}(\phi ):={\frac {1}{\sqrt {\pi }}}\cdot \sin {(M\phi )}}
als entartete Eigenfunktionen zum Eigenwert {\displaystyle E_{M},M\in \mathbb {N} _{0}}, wählen kann. Der geänderte Faktor {\displaystyle \left({\tfrac {1}{\sqrt {\pi }}}\;\mathrm {statt} \;{\tfrac {1}{\sqrt {2\pi }}}\right)} resultiert aus der Normierung der Wellenfunktionen.

## Entartung
Neben der Quantisierung führt dieses relativ einfach zu rechnende Beispiel auf das Konzept der Entartung. Da Zustände, bei denen sich {\displaystyle M} nur im Vorzeichen unterscheidet, zwar verschiedene Zustände, aber wegen {\displaystyle (+M)^{2}=(-M)^{2}} dieselben Energien darstellen, existieren hier jeweils zwei Zustände mit derselben Energie: die Zustände sind also – außer im Fall der trivialen Lösung {\displaystyle M=0} – 2-fach entartet. Stellt man die Wellenfunktionen reell mit trigonometrischen Funktionen dar, sind die beiden Eigenfunktionen zum entarteten Energieeigenwert der Sinus- und der Cosinus-Term.

## Lösungsraum und Fourierreihe
Eine Operatorgleichung wie die Schrödinger-Gleichung bedingt bestimmte Eigenschaften für ihre Lösung (bspw. Stetigkeit, Differenzierbarkeit, Periodizität). Dadurch wird der Raum möglicher Lösungen (hier Wellenfunktionen) eingeschränkt. In der obigen Darstellung ist bspw. {\displaystyle \psi \in L_{2}(0,L).}
Unter der Annahme, dass {\displaystyle \psi _{t}\in C_{p}^{2}(0,L)} mit {\displaystyle C_{p}^{2}(0,L)\subset L_{2}(0,L)} kann die Wellenfunktion mittels der Fourier-Reihe geschrieben werden
{\displaystyle \psi _{t}(x)=\sum _{n=-\infty }^{\infty }\alpha _{n}(t)e^{i{\frac {2\pi }{L}}nx}\forall x.}
Dabei sind {\displaystyle \alpha _{n}(t)} die Fourierkoeffizienten
{\displaystyle \alpha _{n}(t)=\int _{-L/2}^{L/2}\psi _{t}(x)e^{-i{\frac {2\pi }{L}}nx}dx.}
Dann kann die Schrödinger-Gleichung zu einer Gleichung für die Fourier-Koeffizienten umgeschrieben als
{\displaystyle \sum _{n=-\infty }^{\infty }\left(i{\dot {\alpha }}_{n}(t)-{\frac {\hbar 2\pi ^{2}n^{2}}{mL^{2}}}\alpha _{n}(t)\right)e^{i{\frac {2\pi }{L}}nx}=0}
Über die Eindeutigkeit der Fourier-Koeffizienten wird diese vereinfacht zu
{\displaystyle i{\dot {\alpha }}_{n}(t)-{\frac {\hbar 2\pi ^{2}n^{2}}{mL^{2}}}\alpha _{n}(t)=0.}
Die Lösung hat dann die Form
{\displaystyle \psi _{t}(x)=\sum _{n=-\infty }^{\infty }\alpha _{n}(t)~e^{-i{\frac {2\pi ^{2}\hbar }{mL^{2}}}n^{2}t}~e^{i{\frac {2\pi }{L}}nx}.}